# Doing It
«Doing It» es una canción interpretada por la cantante y compositora británica Charli XCX, con la colaboración de cantautora y actriz británica Rita Ora. Fue lanzada como el tercer sencillo de su tercer álbum de estudio Sucker (2014) el 3 de febrero de 2015, por medio de Contemporary Radio Hit en los Estados Unidos.

## Lanzamiento
Para permitir la publicación de un remix de "Doing It" con Rita Ora, el 7 de enero de 2015 se anunció el retraso de la versión europea del segundo álbum de estudio de XCX. El productor A. G. de Cook contribuyó con el remix de la canción.

## Video musical
El video musical fue dirigido por Adam Powell y lanzado en YouTube el 20 de enero de 2015. La inspiración del mismo fue Thelma & Louise, Natural Born Killers y Barbie. Fue grabado en el desierto de California.
XCX también comentó que estaba muy inspirado en los clubes de estriptis de Florida, en la moda de los 70 y en David LaChapelle.
En el video musical se ve a XCX y Ora llegando a una gasolinera en donde roban varios elementos rápidamente antes de que el cajero pueda detenerlas. Abandonan el lugar con los objetos robados y llegan a ser perseguidas por la policía. Finalmente se escapan y se detienen en un teléfono público. Luego se encuentran en una fiesta donde la policía las encontró. Estas escenas se intercalan con otras donde XCX y Ora cantan rodeadas de luces.

## Actuaciones en directo
XCX interpretó la canción por primera vez en Jimmy Kimmel Live! el 3 de febrero de 2015.

## Posicionamiento en listas

### Semanales
| País             | Lista                  | Mejor posición |      |
| 2015             | 2015                   | 2015           | 2015 |
| ---------------- | ---------------------- | -------------- | ---- |
| Australia        | ARIA Singles Chart     | 68             |      |
| Bélgica (Valona) | Ultratip               | 46             |      |
| Escocia          | Scottish Singles Chart | 7              |      |
| Francia          | SNEP Singles Chart     | 165            |      |
| Irlanda          | Irish Singles Chart    | 37             |      |
| Reino Unido      | UK Singles Chart       | 8              |      |

## Historial de lanzamiento
| Región         | Fecha                | Formato                | Discográfica          |
| -------------- | -------------------- | ---------------------- | --------------------- |
| Estados Unidos | 3 de febrero de 2015 | Contemporary hit radio | Atlantic Records, RRP |
| Irlanda        | 6 de febrero de 2015 | Descarga digital       | Atlantic Records      |
| Reino Unido    | 8 de febrero de 2015 | Descarga digital       | Atlantic Records      |